# Obernau (Neitersen)
Obernau – dzielnica (Ortsteil) gminy Neitersen w Niemczech, w kraju związkowym Nadrenia-Palatynat, w powiecie Altenkirchen. Do 31 grudnia 2019 jako samodzielna gmina wchodziła w skład gminy związkowej Flammersfeld.